# ヴィルミノーレ・ディ・スカルヴェ
ヴィルミノーレ・ディ・スカルヴェ（伊: Vilminore di Scalve  ( 音声ファイル)）は、イタリア共和国ロンバルディア州ベルガモ県にある、人口約1,400人の基礎自治体（コムーネ）。

## 地理

### 位置・広がり
ベルガモ県北東部、ヴァッレ・ディ・スカルヴェのコムーネ。中心集落ヴィルミノーレ（イタリア語: Vilminore）は、県都ベルガモから北東へ46km、ブレシアから北へ52km、州都ミラノから北東へ92kmの距離にある。

#### 隣接コムーネ
隣接するコムーネは以下の通り。括弧内のSOはソンドリオ県所属を示す。
- アッツォーネ
- コーレレ
- グローモ
- オルトレッセンダ・アルタ
- ロヴェッタ
- スキルパーリオ
- テーリオ (SO)
- ヴァルボンディオーネ

### 地震分類
イタリアの地震リスク階級 (it) では、3 に分類される
。

## 行政

### 山岳部共同体
広域行政組織である山岳部共同体「スカルヴェ山岳部共同体」  (it:Comunità montana di Scalve)  の事務所所在地である。「スカルヴェ山岳部共同体」には以下のコムーネが含まれる（アルファベット順）。
- アッツォーネ、コーレレ、スキルパーリオ、ヴィルミノーレ・ディ・スカルヴェ

### 分離集落
ヴィルミノーレ・ディ・スカルヴェには、以下の分離集落（フラツィオーネ）がある。
- Vilminore (sede comunale), Vilmaggiore, Sant'Andrea, Dezzolo, Bueggio, Teveno, Pezzolo, Nona, Pianezza